# Malloué
Malloué är en kommun i departementet Calvados i regionen Normandie i norra Frankrike. Kommunen ligger i kantonen Le Bény-Bocage som ligger i arrondissementet Vire. År 2018 hade Malloué 26 invånare.

## Befolkningsutveckling
Antalet invånare i kommunen Malloué
Referens: INSEE